# Polypedilum akipulcher
Polypedilum akipulcher är en tvåvingeart som beskrevs av Kawai, Okamoto och Imabayashi 2002. Polypedilum akipulcher ingår i släktet Polypedilum och familjen fjädermyggor. Inga underarter finns listade i Catalogue of Life.